# Vozvrachtchenie s orbity
Pour plus de détails, voir Fiche technique et Distribution.
Vozvrachtchenie s orbity (Возвращение с орбиты) est un film de science-fiction soviétique réalisé par Aleksandr Sourine (ru) et sorti en 1984.
Le film présente des images tournées par des cosmonautes à bord de la station orbitale Saliout 7 lors d'une mission spécialement conçue pour le film.

## Synopsis
Pavel Kouznetsov et Viatcheslav Moukhine ne sont pas seulement de bons amis, ils sont aussi considérés comme l'équipage le mieux préparé de l'escadron de cosmonautes. Ils se préparaient depuis de nombreuses années à leur premier vol commun, mais le lanceur s'est écrasé au moment du lancement et les cosmonautes ont été sauvés par le système de sauvetage d'urgence.
Peu avant le nouveau lancement commun, la femme de Kouznetsov meurt subitement, le laissant avec une petite fille. En grand deuil, il refuse non seulement de s'envoler dans l'espace, mais décide également de se séparer à jamais de la cosmonautique. Moukhine rattrape le train de Kouznetsov qui quitte Baïkonour, mais ne parvient pas à le convaincre de reprendre son rapport. Débarquant dans une gare déserte, il appelle sa petite amie Sacha au milieu de la nuit et lui demande de l'épouser. Le lendemain, Moukhine part avec un autre partenaire.
Après avoir entendu le rapport radio de l'agence Tass sur le lancement, le compagnon de compartiment de Kouznetsov décrit le travail des cosmonautes comme une trajectoire facile vers les récompenses et la gloire, mais Kouznetsov lui rappelle qu'ils ne reviendront peut-être pas.
Pendant le vol sur la station orbitale, un accident se produit dans le circuit électrique de l'unité d'amarrage. Le partenaire de Mukhin est gravement blessé et doit être rapatrié d'urgence sur Terre. Cependant, à cause de l'accident, leur vaisseau ne peut pas se désamarrer de la station. Sur ordre du major-général Sviridov, chef de l'escouade des cosmonautes, Kouznetsov est débarqué du train et s'envole avec son partenaire dans le second vaisseau pour aider Moukhine.
Après avoir traîné le cosmonaute blessé dans l'espace jusqu'au vaisseau de Kouznetsov, qui retourne ensuite sur Terre, Moukhine et Kouznetsov rétablissent le fonctionnement de la station et la quittent. Cependant, leur vaisseau est frappé par une pluie de météorites qui perfore le revêtement du compartiment des agrégats et endommage les moteurs de manœuvre et le système d'orientation. Les astronautes ferment leur casque et passent à une réserve d'oxygène, dont ils disposent pour une durée maximale de 12 heures.
Cette fois, le général de division Sviridov vient en aide aux cosmonautes. L'air s'échappant du vaisseau de Kouznetsov, celui-ci tourne fortement autour de son axe, ce qui rend l'amarrage au vaisseau de Sviridov presque impossible. Profitant de l'idée de Moukhine, Kouznetsov sort du vaisseau dans l'espace et arrête sa rotation à l'aide d'un cylindre de gaz comprimé et du moteur de secours du système d'orientation.
Comme il ne reste que peu de temps avant l'amarrage des vaisseaux, Kouznetsov se prépare à connecter le tuyau d'air dès que possible, mais à ce moment-là, il manque d'oxygène. Moukhine transfère l'oxygène de sa combinaison spatiale à celle de son ami, se condamnant ainsi à la mort...

## Fiche technique
- Titre original russe : Возвращение с орбиты, Vozvrachtchenie s orbity[1] (litt. « Retour d'orbite »)
- Réalisation : Aleksandr Sourine (ru)
- Scenario : Yevgueni Mesiatsev (ru)
- Photographie :	Sergueï Stasenko
- Musique : Edouard Artemiev
- Décors : Sergueï Brjestovskiï (ru), Vitali Lazarev
- Production : Igor Tchalenko
- Société de production : Studio Dovjenko
- Pays de production :  Union soviétique
- Langue originale : russe
- Format : couleurs
- Durée : 84 minutes
- Genre : science-fiction
- Dates de sortie :
  - Union soviétique : 20 août 1984

## Distribution
- Juozas Budraitis : Pavel Kouznetsov
- Vitali Solomine : Viatcheslav Moukhine
- Alexandre Porokhovchtchikov : Alekseï Yevguénievitch Sviridov
- Tamara Akoulova (ru) : Sacha, l'amie de Moukhine
- Modèle:LIen : Igor Vassiliev : directeur de la navigation spatiale
- Lioubov Sokolova : Sofia Petrovna
- Igor Dmitriev : le compagnon de voyage de Kouznetsov dans le train
- Valeri Iourtchenko (ru) : Valeri Romanov
- Mikhaïl Tchiguirev (ru) : Pavlov

## Production
Le film comprend des scènes tournées à bord de la station spatiale soviétique Saliout 7 et du vaisseau Soyouz T-9 par les cosmonautes Vladimir Liakhov et Aleksandr Pavlovitch Aleksandrov. Certaines scènes ont été tournées au Centre d'entraînement des cosmonautes Youri-Gagarine et au Centre de contrôle des vols spatiaux TsUP.